# Itilleq (isola)

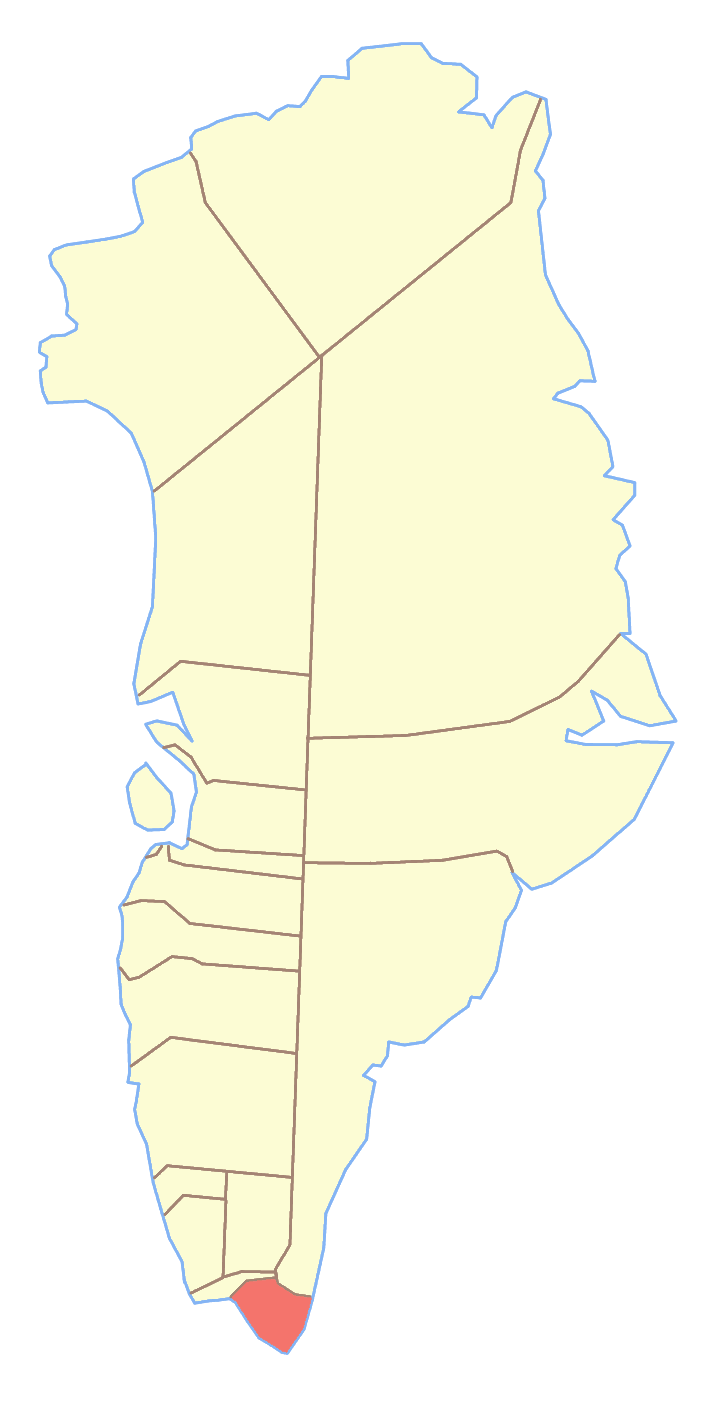
Territorio dell'ex comune di Nanortalik, dove si trova Itilleq

Itilleq (o Itivdleq, danese Eggers Ø) è un'isola disabitata della Groenlandia di 309 km². Prima della riforma municipale groenlandese apparteneva alla contea della Groenlandia Occidentale e al comune di Nanortalik. Oggi fa parte del comune di Kujalleq.